# David Beckmann
David Alexander Beckmann (Iserlohn, 27 aprile 2000) è un pilota automobilistico tedesco, attualmente è  pilota del team Cupra Kiro Race in Formula E.

## Carriera

### Karting e primi anni in monoposto
Beckmann ha iniziato a correre su kart nel 2008, collezionando importanti vittorie nel karting nel 2009, 2012 e 2014 ha vinto il campionato tedesco Junior Kart Meisterschaft. 
Nel 2015 Beckmann è passato alle monoposto nel campionato ADAC Formula 4 e nellaF4 italiana, correndo con Mücke Motorsport. 
Nel primo weekend di gare del campionato italiano sul circuito di Vallelunga arriva la sua prima vittoria in monoposto. Si ripete vincendo gara 2 sul circuito di Imola e la prima gara ad Adria davanti a Guanyu Zhou. Grazie alle tre vittorie conclude quarto i classifica finale.
Mentre in germania conquista una vittoria al Hockenheimring e finisce la stagione al quinto posto in classifica e al primo nella classifica riservata ai rookie.
Nel dicembre 2015, è stato annunciato che Beckmann sarebbe passato alla Formula 3 europea nel 2016, pur continuando la sua collaborazione con Mücke. A causa della sua età, Beckmann fu costretto a saltare i primi due round della stagione, debuttando al terzo round a Pau. Tuttavia, Beckmann ottenne un giro veloce e due podi finendo settimo nel campionato Rookie e quindicesimo assoluto. Nel 2017 ha continuato a correre in Formula 3 europea, ma è passato alla Van Amersfoort Racing. Dopo tre round in cui non è riuscito a ottenere neanche un punto con la squadra, Beckmann ha cambiato a metà stagione passando a Motopark.

### Formula 3

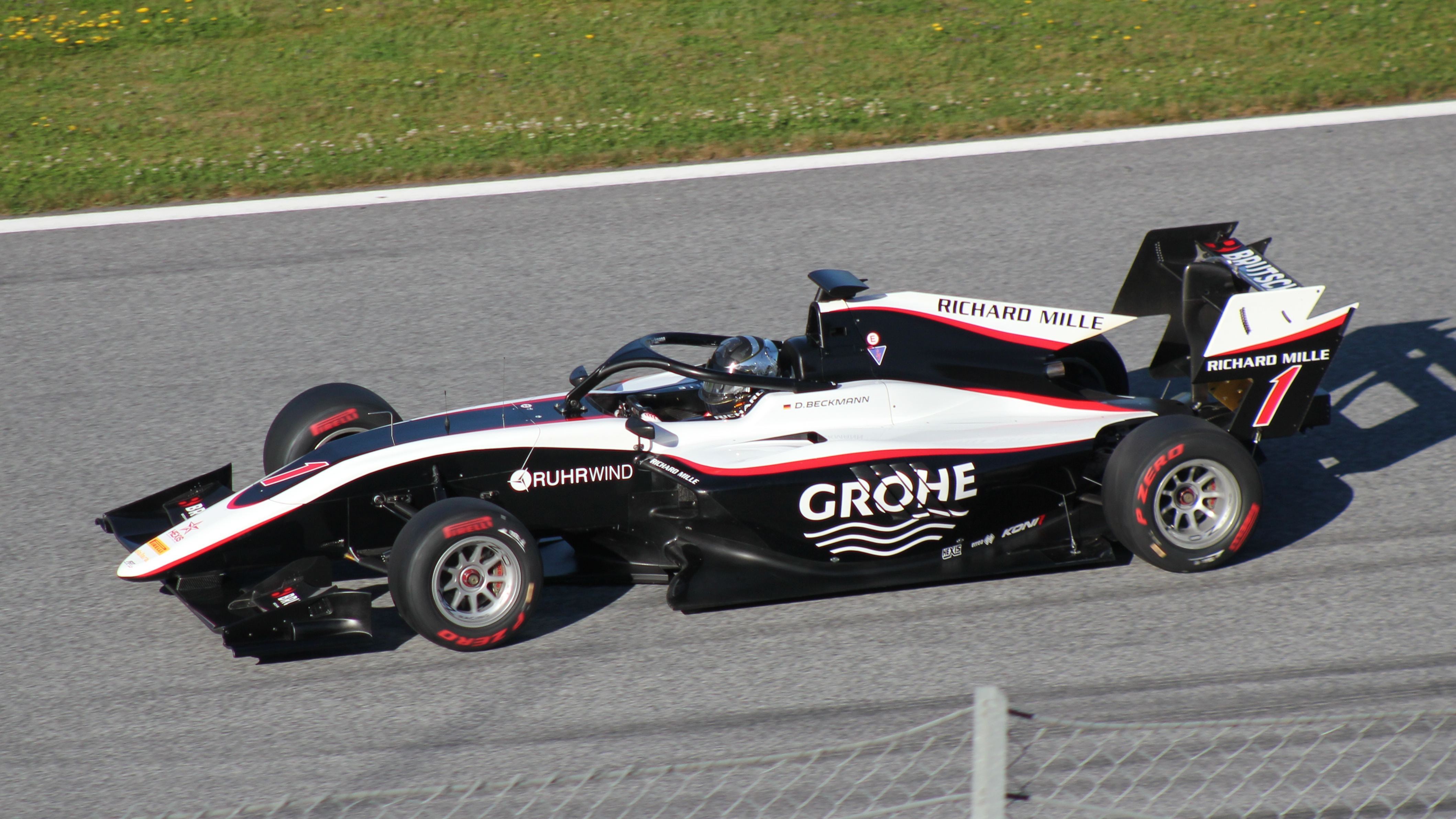
Beckmann in Formula 3 nel 2019.

Nel 2019 partecipa al campionato di Formula 3 con il team francese ART Grand Prix. Conclude il campionato al 14º posto con venti punti ed un quarto posto come miglior piazzamento.
L'anno seguente cambia team, passando alla Trident. Vince la sua prima gara in categoria nella gara sprint dell'Hungaroring e si ripete il weekend seguente vincendo sul Circuito di Silverstone. Nel resto della stagione conquista altri tre podi e chiude sesto in campionato.

### Formula 2
Il 22 febbraio 2021 il team Charouz Racing System annuncia Beckmann come suo pilota per il Campionato FIA di Formula 2 insieme a Guilherme Samaia. Conquista il suo primo podio in categoria grazie a un secondo posto in Bahrain, torna sul podio con un secondo posto dietro a Jüri Vips nella seconda gara sul Circuito di Baku. Il primo di settembre, prima del weekend di corse a Monza Beckmann viene sostituito da Enzo Fittipaldi. Scaricato dalla Charouz trova un accordo con il team spagnolo Campos per correre a Monza e a Soci al posto di Matteo Nannini. Mentre per gli ultimi due round finali viene sostituito da Olli Caldwell.
Nel 2022 rientra in Formula 2 nel round d'Imola con il team Charouz Racing System per sostituire l'infortunato Cem Bölükbaşı. Invece con il team Van Amersfoort Racing partecipa al round di Silverstone al posto dello squalificato Amaury Cordeel e ai round del Paul Ricard e dell'Hungaroring al posto di Jake Hughes. In seguito il team olandese decide di confermare Beckmann per tutta la seconda parte della stagione fino il round di Monza.

### Formula E
Nel 2022 Beckmann viene ingaggiato come pilota di riserva dal team Avalanche Andretti per l'ottava stagione della Formula E. L'anno seguente passa alla TAG Heuer Porsche sempre nel ruolo di pilota di riserva e collaudatore. Visto gli impegni di André Lotterer nel WEC, Beckmann esordirà in Formula E nell'E-Prix di Giacarta 2023 guidando la Porsche del team Andretti.
Per la stagione 2024-2025 diventa pilota ufficiale del team Kiro Race Co al fianco di Dan Ticktum.

### Endurance
Nel 2023, Beckmann partecipa alle prime corse del Campionato del mondo endurance, partecipando con il team Hertz Team Jota nella classe LMP2.

## Risultati

### Riassunto della carriera
| Stagione | Categoria                        | Team                           | Gare                      | Vittorie                  | Pole                      | GPV                       | Podi                      | Punti                     | Pos.                      |
| -------- | -------------------------------- | ------------------------------ | ------------------------- | ------------------------- | ------------------------- | ------------------------- | ------------------------- | ------------------------- | ------------------------- |
| 2015     | Campionato ADAC di Formula 4     | ADAC Berlino-Brandeburgo e. V. | 20                        | 1                         | 0                         | 0                         | 4                         | 166                       | 5º                        |
| 2015     | Campionato italiano di Formula 4 | kfzteile24 Mücke Motorsport    | 18                        | 3                         | 1                         | 4                         | 7                         | 176                       | 4º                        |
| 2016     | Formula 3 europea                | kfzteile24 Mücke Motorsport    | 24                        | 0                         | 0                         | 1                         | 2                         | 67                        | 15º                       |
| 2016     | Master di Formula 3              | kfzteile24 Mücke Motorsport    | 1                         | 0                         | 0                         | 0                         | 0                         | N/A                       | 10º                       |
| 2016     | Gran Premio di Macao             | kfzteile24 Mücke Motorsport    | 1                         | 0                         | 0                         | 0                         | 0                         | N/A                       | 19º                       |
| 2017     | F3 europea                       | Van Amersfoort Racing          | 9                         | 0                         | 0                         | 0                         | 0                         | 45                        | 16º                       |
| 2017     | F3 europea                       | Motopark                       | 21                        | 0                         | 0                         | 0                         | 0                         | 45                        | 16º                       |
| 2018     | GP3 Series                       | Jenzer Motorsport              | 8                         | 0                         | 0                         | 0                         | 0                         | 137                       | 5º                        |
| 2018     | GP3 Series                       | Trident                        | 10                        | 3                         | 2                         | 2                         | 4                         | 137                       | 5º                        |
| 2019     | Campionato FIA Formula 3         | ART Grand Prix                 | 14                        | 0                         | 0                         | 0                         | 0                         | 20                        | 14º                       |
| 2019     | Gran Premio di Macao             | Trident                        | 1                         | 0                         | 0                         | 0                         | 0                         | N/A                       | 9º                        |
| 2020     | Campionato FIA Formula 3         | Trident                        | 18                        | 2                         | 0                         | 0                         | 5                         | 139,5                     | 6º                        |
| 2021     | Campionato FIA Formula 2         | Charouz                        | 12                        | 0                         | 0                         | 0                         | 2                         | 25                        | 15º                       |
| 2021     | Campionato FIA Formula 2         | Campos Racing                  | 5                         | 0                         | 0                         | 0                         | 0                         | 7                         | 15º                       |
| 2021-22  | Formula E                        | Avalanche Andretti Formula E   | Terzo pilota/Collaudatore | Terzo pilota/Collaudatore | Terzo pilota/Collaudatore | Terzo pilota/Collaudatore | Terzo pilota/Collaudatore | Terzo pilota/Collaudatore | Terzo pilota/Collaudatore |
| 2022     | Campionato FIA Formula 2         | Charouz                        | 2                         | 0                         | 0                         | 0                         | 0                         | 4                         | 18º                       |
| 2022     | Campionato FIA Formula 2         | Van Amersfoort Racing          | 12                        | 0                         | 0                         | 1                         | 0                         | 21                        | 18º                       |
| 2021-22  | Formula E                        | TAG Heuer Porsche              | Terzo pilota/Collaudatore | Terzo pilota/Collaudatore | Terzo pilota/Collaudatore | Terzo pilota/Collaudatore | Terzo pilota/Collaudatore | Terzo pilota/Collaudatore | Terzo pilota/Collaudatore |
| 2021-22  | Formula E                        | Avalanche Andretti             |                           |                           |                           |                           |                           | *                         |                           |
| 2023     | WEC - LMP2                       | Hertz Team Jota                |                           |                           |                           |                           |                           | *                         |                           |

* Stagione in corso.

### Risultati in Formula 3 europea
Le gare in grassetto indicano la pole position, quelle in corsivo il giro più veloce.
| Anno | Team                                         | Motore     | 1   | 2   | 3   | 4   | 5   | 6   | 7   | 8   | 9   | 10  | 11  | 12  | 13  | 14  | 15  | 16  | 17  | 18  | 19  | 20  | 21  | 22  | 23  | 24  | 25  | 26  | 27  | 28  | 29  | 30  | Punti | Pos. |
| ---- | -------------------------------------------- | ---------- | --- | --- | --- | --- | --- | --- | --- | --- | --- | --- | --- | --- | --- | --- | --- | --- | --- | --- | --- | --- | --- | --- | --- | --- | --- | --- | --- | --- | --- | --- | ----- | ---- |
| 2016 | kfzteile24 Mücke Motorsport                  | Mercedes   | LEC | LEC | LEC | HUN | HUN | HUN | PAU | PAU | PAU | RBR | RBR | RBR | NOR | NOR | NOR | ZAN | ZAN | ZAN | SPA | SPA | SPA | NÜR | NÜR | NÜR | IMO | IMO | IMO | HOC | HOC | HOC | 67    | 15º  |
| 2016 | kfzteile24 Mücke Motorsport                  | Mercedes   |     |     |     |     |     |     | 17  | Rit | Rit | 7   | 7   | 12  | 10  | 13  | Rit | 10  | 7   | 3   | 7   | 16  | 10  | 13  | 6   | 13  | Rit | Rit | 5   | 12  | 3   | 18  | 67    | 15º  |
| 2017 | Van Amersfoort Racing (1-9) Motopark (10-30) | Mercedes   | SIL | SIL | SIL | MNZ | MNZ | MNZ | PAU | PAU | PAU | HUN | HUN | HUN | NOR | NOR | NOR | SPA | SPA | SPA | ZAN | ZAN | ZAN | NÜR | NÜR | NÜR | RBR | RBR | RBR | HOC | HOC | HOC | 45    | 16º  |
| 2017 | Van Amersfoort Racing (1-9) Motopark (10-30) | Volkswagen | 14  | 17  | 14  | Rit | 15  | 14  | 11  | 14  | Rit |     |     |     |     |     |     |     |     |     |     |     |     |     |     |     |     |     |     |     |     |     | 45    | 16º  |
| 2017 | Van Amersfoort Racing (1-9) Motopark (10-30) | Volkswagen |     |     |     |     |     |     |     |     |     | 11  | 5   | 5   | 12  | 11  | 6   | Rit | 15  | 16  | Rit | 5   | 13  | Rit | 16  | 15  | 8   | 11  | 9   | 17  | 13  | 10  | 45    | 16º  |

### Risultati in GP3 Series
Le gare in grassetto indicano la pole position, quelle in corsivo il giro più veloce
| Anno | Team                                   | 1   | 2   | 3   | 4   | 5   | 6   | 7   | 8   | 9   | 10  | 11  | 12  | 13  | 14  | 15  | 16  | 17  | 18  | Punti | Pos. |
| ---- | -------------------------------------- | --- | --- | --- | --- | --- | --- | --- | --- | --- | --- | --- | --- | --- | --- | --- | --- | --- | --- | ----- | ---- |
| 2018 | Jenzer Motorsport (1-8) Trident (9-18) | CAT | CAT | LEC | LEC | RBR | RBR | SIL | SIL | HUN | HUN | SPA | SPA | MNZ | MNZ | SOC | SOC | YMC | YMC | 137   | 5º   |
| 2018 | Jenzer Motorsport (1-8) Trident (9-18) | 6   | 17  | 18  | 10  | 8   | Rit | 14  | Rit |     |     |     |     |     |     |     |     |     |     | 137   | 5º   |
| 2018 | Jenzer Motorsport (1-8) Trident (9-18) |     |     |     |     |     |     |     |     | 4   | 7   | 1   | Rit | 1   | 5   | 5   | 1   | 2   | Rit | 137   | 5º   |

### Risultati in Formula 3
Le gare in grassetto indicano la pole position, quelle in corsivo indicano i punti per il giro più veloce dei primi dieci classificati
| Anno | Team           | 1    | 2    | 3    | 4    | 5   | 6   | 7    | 8    | 9    | 10   | 11  | 12  | 13  | 14  | 15  | 16  | 17  | 18  | Punti | Pos. |
| ---- | -------------- | ---- | ---- | ---- | ---- | --- | --- | ---- | ---- | ---- | ---- | --- | --- | --- | --- | --- | --- | --- | --- | ----- | ---- |
| 2019 | ART Grand Prix | CAT  | CAT  | LEC  | LEC  | RBR | RBR | SIL  | SIL  | HUN  | HUN  | SPA | SPA | MNZ | MNZ | SOC | SOC |     |     | 20    | 14º  |
| 2019 | ART Grand Prix | 4    | 7    | 10   | Rit  | 15  | 10  | 11   | 6    | 28†  | 19   | 10  | 12  | Rit | 28† | WD  | WD  |     |     | 20    | 14º  |
| 2020 | Trident        | RBR1 | RBR1 | RBR2 | RBR2 | HUN | HUN | SIL1 | SIL1 | SIL2 | SIL2 | CAT | CAT | SPA | SPA | MNZ | MNZ | MUG | MUG | 139,5 | 6º   |
| 2020 | Trident        | 7    | 4    | 3‡   | 3    | 10  | 1   | 9    | 1    | 5    | 4    | 5   | 9   | 3   | 9   | 4   | Rit | 8   | 2   | 139,5 | 6º   |

‡ Metà dei punti assegnati poiché è stata completata meno del 75% della distanza prevista per la gara.
† Il pilota non ha terminato la gara, ma è stato classificato poiché ha completato oltre il 90% della distanza di gara.

### Risultati in Formula 2
(legenda) (Le gare in grassetto indicano la pole position) (Le gare in corsivo indicano Gpv)
| Stagione | Team                             | 1   | 2   | 3   | 4   | 5   | 6   | 7   | 8   | 9   | 10  | 11  | 12  | 13  | 14  | 15  | 16  | 17  | 18  | 19  | 20  | 21  | 22  | 23  | 24  | 25  | 26  | 27  | 28  | Punti | Pos. |
| -------- | -------------------------------- | --- | --- | --- | --- | --- | --- | --- | --- | --- | --- | --- | --- | --- | --- | --- | --- | --- | --- | --- | --- | --- | --- | --- | --- | --- | --- | --- | --- | ----- | ---- |
| 2021     | Charouz (1-12) Campos (13-18)    | BHR | BHR | BHR | MON | MON | MON | BAK | BAK | BAK | SIL | SIL | SIL | MNZ | MNZ | MNZ | SOC | SOC | SOC | JED | JED | JED | YMC | YMC | YMC |     |     |     |     | 32    | 15º  |
| 2021     | Charouz (1-12) Campos (13-18)    | 3   | 7   | 11  | 12  | 17  | 13  | 9   | 2   | 12  | 13  | 8   | 15  | 10  | 5   | 17  | 15  | C   | 10  |     |     |     |     |     |     |     |     |     |     | 32    | 15º  |
| 2022     | Charouz (5-6) VAR (13-14, 17-26) | BHR | BHR | JED | JED | IMO | IMO | CAT | CAT | MON | MON | BAK | BAK | SIL | SIL | RBR | RBR | PAU | PAU | HUN | HUN | SPA | SPA | ZAN | ZAN | MNZ | MNZ | YMC | YMC | 25    | 18º  |
| 2022     | Charouz (5-6) VAR (13-14, 17-26) |     |     |     |     | Rit | 8   |     |     |     |     |     |     | 16  | 19  |     |     | 10  | 14  | 12  | 14  | 8   | 6   | 14  | 13  | 7   | 5   |     |     | 25    | 18º  |

### Campionato del mondo endurance
| Anno    | Squadra         | Classe | Vettura         | SEB | ALG | SPA | LMS | MON | FUJ | BHR | Punti | Pos. |
| ------- | --------------- | ------ | --------------- | --- | --- | --- | --- | --- | --- | --- | ----- | ---- |
| 2023    | Hertz Team Jota | LMP2   | Oreca 07-Gibson | 1   | 5   |     |     |     |     |     | -     | NC   |
| Legenda |                 |        |                 |     |     |     |     |     |     |     |       |      |

### Formula E
| Anno | Scuderia                | Vettura                   | 1                   | 2            | 3           | 4                                               | 5      | 6      | 7      | 8      | 9      | 10     | 11      | 12     | 13      | 14     | 15     | 16     | Punti | Pos. |
| --- | ----------------------- | ------------------------- | ------------------- | ------------ | ----------- | ----------------------------------------------- | ------ | ------ | ------ | ------ | ------ | ------ | ------- | ------ | ------- | ------ | ------ | ------ | ----- | ---- |
| 2022-23 | Avalanche Andretti      | Porsche 99X Electric      | MEX                 | DIR          | DIR         | HYD                                             | CAP    | SAP    | BER    | BER    | MON    | GIA 16 | GIA Rit | POR    | ROM     | ROM    | LON    | LON    | 0     | 25º  |
| 2024-25 | CUPRA Kiro race e co.   | Porsche 99X Electric WCG3 | SAP NC              | MEX Rit      | JED 14      | JED 17                                          | MIA NC | MON 15 | MON 19 | TOK 18 | TOK 13 | SHA 14 | SHA 20  | GIA 16 | BER Rit | BER 16 | LON 12 | LON 10 | 1     | 23º  |
| \| Legenda \| 1º posto \| 2º posto \| 3º posto \| A punti \| Senza punti \| Grassetto=Pole position Corsivo=Giro più veloce \| \| Legenda \| Solo prove/Terzo pilota \| Non qualificato \| Ritirato/Non class. \| Squalificato \| Non partito \| Grassetto=Pole position Corsivo=Giro più veloce \| |                         |                           |                     |              |             |                                                 |        |        |        |        |        |        |         |        |         |        |        |        |       |      |
| Legenda | 1º posto                | 2º posto                  | 3º posto            | A punti      | Senza punti | Grassetto=Pole position Corsivo=Giro più veloce |        |        |        |        |        |        |         |        |         |        |        |        |       |      |
| Legenda | Solo prove/Terzo pilota | Non qualificato           | Ritirato/Non class. | Squalificato | Non partito | Grassetto=Pole position Corsivo=Giro più veloce |        |        |        |        |        |        |         |        |         |        |        |        |       |      |

* Stagione in corso.